# Otto Strid
Otto Vilhelm Gösta Strid, född 24 december 1904 i Karlstad, död där 2 februari 1973, var en svensk dragspelare.
Strids mor var musikaliskt engagerad och hans bröder var dragspelare. 1925 blev Strid svensk mästare i dragspel och debuterade året därefter i radio. 1928 emigrerade han till USA och uppträdde bland svenskamerikanerna. Strid uppträdde i amerikansk radio och gjorde skivinspelningar. Under den stora depressionen återvände Strid till Sverige, där han sedermera anställdes inom byggnadsbranschen och hade musiken som fritidsintresse. Under en tid uppträdde Strid med Circus Scala och anordnade både dragspelstävlingar och gav musiklektioner.
i augusti 1931 gjorde han fem grammofoninspelningar för Victor i New York.

## Skivinspelningar

### 12 augusti 1931
- Heinäsirkat
- Postimies

### 26 augusti 1931
- The flag of victory
- Miranda
- Paranek